# Hrnčiarske Zalužany
Hrnčiarske Zalužany este o comună slovacă, aflată în districtul Poltár din regiunea Banská Bystrica. Localitatea se află la altitudinea de 223 m deasupra n.m., se întinde pe o suprafață de 6,1 km2 și în 2017 număra 874 de locuitori.

## Istoric
Localitatea Hrnčiarske Zalužany este atestată documentar din 1362.

## Demografie
| An:                | 1994 | 2004   | 2014   | 2024   |
| ------------------ | ---- | ------ | ------ | ------ |
| Număr de persoane: | 847  | 857    | 874    | 812    |
| Diferență:         |      | +1,18% | +1,98% | −7,09% |

| An:                | 2023 | 2024   |
| ------------------ | ---- | ------ |
| Număr de persoane: | 834  | 812    |
| Diferență:         |      | −2,63% |